# Ransbach (Hohenroda)
Ransbach ist ein Ortsteil der Gemeinde Hohenroda im osthessischen Landkreis Hersfeld-Rotenburg.

## Geographie
Der Ort liegt im Landecker Amt in der Rhön. Am südlichen Ortsrand treffen sich die Landesstraßen 3172 und 3173.

## Geschichte

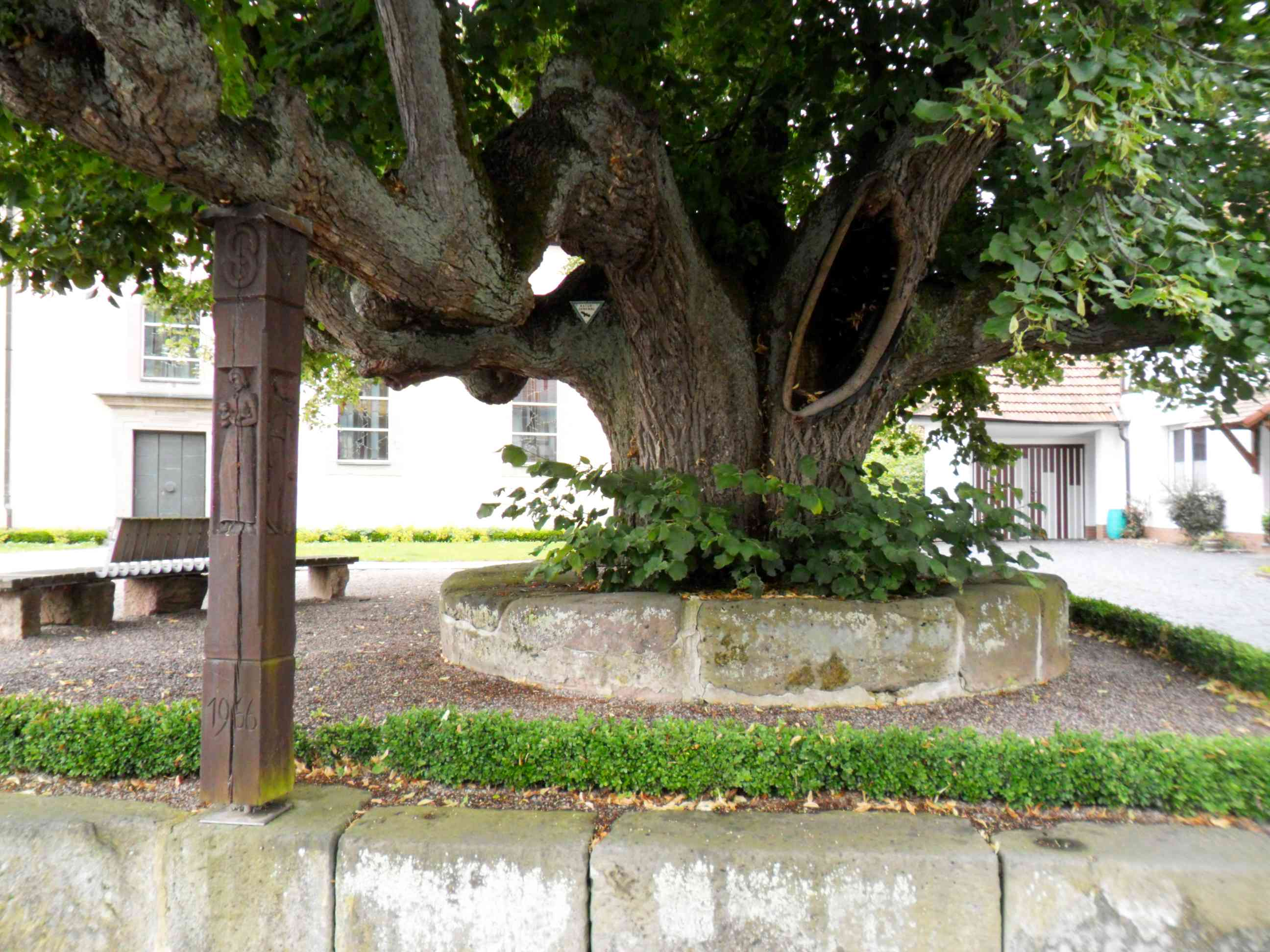
Alte Linde in Ransbach

Die älteste bekannte schriftliche Erwähnung von Ransbach erfolgte im Jahr 1254.
Die Pfarrei Ransbach gibt es seit 1854. Die evangelische Kirche wurde 1765 erbaut und gehört zum Kirchspiel Schenklengsfeld. Vor dem Bau dieses Gotteshauses hat an gleicher Stelle schon eine andere Kirche gestanden. Neben dem Gebäude steht eine alte Dorflinde.
Am 1. September 1968 wurde die bis dahin selbständige Gemeinde Glaam eingemeindet.
Im Zuge der Gebietsreform in Hessen fusionierten zum 1. Februar 1971 die Gemeinden Ransbach im Landkreis Hersfeld und das im Landkreis Hünfeld gelegene Mansbach freiwillig zur neuen Gemeinde Hohenroda im Landkreis Hersfeld.
Die Gemeinde Hohenroda wurde 1972 in den neu geschaffenen Landkreis Hersfeld-Rotenburg eingegliedert.
Für die Ortsteile Ausbach, Glaam, Mansbach, Oberbreitzbach, Ransbach mit Soislieden wurde je ein Ortsbezirk mit Ortsbeirat und Ortsvorsteher nach der Hessischen Gemeindeordnung gebildet.

## Bevölkerung
Einwohnerstruktur 2011
Nach den Erhebungen des Zensus 2011 lebten am Stichtag dem 9. Mai 2011 in Ransbach 1098 Einwohner. Darunter waren 9 (0,8 %) Ausländer.
Nach dem Lebensalter waren 159 Einwohner unter 18 Jahren, 414 zwischen 18 und 49, 252 zwischen 50 und 64 und 273 Einwohner waren älter. Die Einwohner lebten in 498 Haushalten. Davon waren 132 Singlehaushalte, 126 Paare ohne Kinder und 183 Paare mit Kindern, sowie 39 Alleinerziehende und 6 Wohngemeinschaften.
Einwohnerentwicklung
| Ransbach: Einwohnerzahlen von 1834 bis 2020 | Ransbach: Einwohnerzahlen von 1834 bis 2020 | Ransbach: Einwohnerzahlen von 1834 bis 2020 | Ransbach: Einwohnerzahlen von 1834 bis 2020 | Ransbach: Einwohnerzahlen von 1834 bis 2020 |
| --- | ------------------------------------------- | ------------------------------------------- | ------------------------------------------- | ------------------------------------------- |
| Jahr |                                             |                                             |                                             | Einwohner                                   |
| 1834 | 1834                                        |                                             | 521                                         | 521                                         |
| 1840 | 1840                                        |                                             | 559                                         | 559                                         |
| 1846 | 1846                                        |                                             | 580                                         | 580                                         |
| 1852 | 1852                                        |                                             | 578                                         | 578                                         |
| 1858 | 1858                                        |                                             | 610                                         | 610                                         |
| 1864 | 1864                                        |                                             | 611                                         | 611                                         |
| 1871 | 1871                                        |                                             | 588                                         | 588                                         |
| 1875 | 1875                                        |                                             | 527                                         | 527                                         |
| 1885 | 1885                                        |                                             | 545                                         | 545                                         |
| 1895 | 1895                                        |                                             | 530                                         | 530                                         |
| 1905 | 1905                                        |                                             | 563                                         | 563                                         |
| 1910 | 1910                                        |                                             | 605                                         | 605                                         |
| 1925 | 1925                                        |                                             | 769                                         | 769                                         |
| 1939 | 1939                                        |                                             | 884                                         | 884                                         |
| 1946 | 1946                                        |                                             | 1.088                                       | 1.088                                       |
| 1950 | 1950                                        |                                             | 1.182                                       | 1.182                                       |
| 1956 | 1956                                        |                                             | 1.299                                       | 1.299                                       |
| 1961 | 1961                                        |                                             | 1.418                                       | 1.418                                       |
| 1967 | 1967                                        |                                             | 1.447                                       | 1.447                                       |
| 1970 | 1970                                        |                                             | 1.557                                       | 1.557                                       |
| 1980 | 1980                                        |                                             | ?                                           | ?                                           |
| 1990 | 1990                                        |                                             | ?                                           | ?                                           |
| 2000 | 2000                                        |                                             | ?                                           | ?                                           |
| 2011 | 2011                                        |                                             | 1.098                                       | 1.098                                       |
| 2015 | 2015                                        |                                             | 1.176                                       | 1.176                                       |
| 2020 | 2020                                        |                                             | 1.137                                       | 1.137                                       |
| Datenquelle: Historisches Gemeindeverzeichnis für Hessen: Die Bevölkerung der Gemeinden 1834 bis 1967. Wiesbaden: Hessisches Statistisches Landesamt, 1968. Weitere Quellen: ; Gemeinde Mansbach; Zensus 2011 |                                             |                                             |                                             |                                             |

Historische Religionszugehörigkeit
| • 1885: | 545 evangelische (= 100 %) Einwohner                               |
| • 1961: | 1330 evangelische (= 93,79 %), 76 katholische (= 5,36 %) Einwohner |

## Sehenswürdigkeiten
Für die unter Denkmalschutz stehenden Kulturdenkmale des Ortes siehe die Liste der Kulturdenkmäler in Ransbach.

## Wappen
Am 23. Dezember 1970 wurde der Gemeinde Ransbach im damaligen Landkreis Hersfeld ein Wappen verliehen.
Blasonierung: „In Rot auf Silber gemauertem Sockel ein silbernes Kreuz, belegt mit zwei schräggekreuzten, gestürzten goldenen Schäferstäben.“
Das Wappen von Ransbach basiert auf der Sage vom Schäferstein im großen Waldgebiet des Stöckig. Der Stein gilt als Rest eines wohl in alter Zeit aufgestellten Sühnekreuzes. Eine alte Sage berichtet dazu von zwei Schäfern, die auf der Hute des ausgegangenen Dorfes Moppers um ein Stück Brot in Streit gerieten und sich gegenseitig totschlugen. Sühnekreuze wurden, so Dr. Sippel, in mittelalterlicher Zeit als kirchliches Sühneopfer für einen begangenen Totschlag oder eine Mordtat an der Stelle des Geschehens vom Täter oder deren Familie errichtet. Sie hatten die Aufgabe, den Vorübergehenden daran zu erinnern, dass an dieser Stelle ein Mensch ohne Sterbesakramente ums Leben gekommen ist und den Vorbeigehenden aufzufordern, ein Gebet für den umgekommenen Menschen zu sprechen. Mit dem Erlass der „Peinlichen Gerichtsordnung“ von 1533 ging die Zeit der Sühnekreuze zu Ende, da sich nun auch die weltlichen Gerichte mit Totschlagsdelikten auseinandersetzen mussten.

## Wirtschaft und Infrastruktur
Der öffentliche Personennahverkehr erfolgt durch die ÜWAG Bus GmbH mit der Linie 340.
Der Bahnhof Ransbach (Kr Hersfeld) lag an der Bahnstrecke Bad Hersfeld–Heimboldshausen (Solztalbahn), die seit 1999 stillgelegt ist.
Durch den Ort führt entlang der ehemaligen Bahntrasse der Solztalradweg, der inzwischen Teil des Bahnradwegs Hessen ist. Dieser führt von Hanau auf ehemaligen Bahntrassen ca. 250 km durch den Vogelsberg und die Rhön und endet in Bad Hersfeld.
Im Ort gibt es
- ein Sportzentrum mit Sportplätzen und angrenzender Gaststätte
- ein Stadion
- seit 1973 eine Großsporthalle[10]
- ein Museum im ehemaligen Vikariat
- eine Grundschule
- eine Kirche

## Persönlichkeiten
- Peter Ewald Dommermuth (1887–1945), Politiker (KPD), Todesopfer im KZ Buchenwald